# 瓦貝里區
瓦貝里區是索馬利亞的一個區，位於該國東南方的巴納迪爾州，其管轄範圍包含首都摩加迪休的西南地區。
索馬利亞最大的國際機場－亞丁·阿德國際機場即位於此區。

## 外部鏈結
- Districts of Somalia （页面存档备份，存于）
- 瓦貝里區行政區域圖 （页面存档备份，存于）